# Nototriche lopezii
Nototriche lopezii är en malvaväxtart som beskrevs av Antonio Krapovickas. Nototriche lopezii ingår i släktet Nototriche och familjen malvaväxter. Inga underarter finns listade i Catalogue of Life.